# Језеро Миросаљци
Миросаљци је вештачко језеро која се налази у београдској општини Лазаревац.
Језеро је добило име по истоименом месту у којем се налази, а позиционирано је око 10 км од центра североисточно Лазаревца. Дужине је од око 800 м и ширине између 100 и 200 м, у завиности од позиције. Прилаз језеру могућ је северном обалом, док је са југозападне стране окружем густом листопадном шумом и ниским растињем.
Природне непогоде и небрига су исрпеле рибљи фонд у језеру, а данас га настањује шаран, сом, деверика и бодорка.